# Synagoga w Legnicy
Synagoga w Legnicy – nieistniejąca synagoga znajdująca się na Starym Mieście w Legnicy, przy dzisiejszej ulicy Gwarnej.
Synagoga została zbudowana w 1847 roku. Podczas nocy kryształowej z 9 na 10 listopada 1938 roku, bojówki hitlerowskie spaliły synagogę. Po zakończeniu II wojny światowej nie została odbudowana.
Murowany budynek synagogi wzniesiono na planie prostokąta w stylu angielskiego neogotyku. We wnętrzu w zachodniej części znajdował się przedsionek, z którego wchodziło się do głównej sali modlitewnej, którą z trzech stron otaczały galerie dla kobiet.
W narożnikach fasady głównej znajdowały się dwie wieże, na których znajdowały się apsydy z wejściami na galerie dla kobiet. Fasada główna posiadała trzy główne wejścia z pięknymi portalami, nad którymi znajdowało się duże okno z maswerkami.